# Sproose
Sproose es un buscador de Internet lanzado en julio de 2007 por Bob Pack. Sproose provee resultados mediante enlaces con otras páginas como MSN, Yahoo y Ask. La comunidad de usuarios registrados con Sproose tiene la opción de votar por distintas páginas, alterando el orden de los resultados, y subiéndolos en el ranking. Mientras más votos tenga una página, más aumenta el ranking de la página y su posición entre los resultados. Sproose es diferente a Google y Yahoo! u otros buscadores algorítmicos porque los usuarios pueden alterar el resultado de las búsquedas directamente.
Los usuarios pueden comentar en cada búsqueda, y los comentarios son visibles para los otros usuarios. Sproose le permite a sus usuarios eliminar enlaces inservibles o Spam con un simple clic del ícono de reciclaje. Cada usuario puede personalizar una página social en donde se muestra un historial de votos. La página puede ser pública o bloqueada, dependiendo de la opción del usuario.

## Registro en Sproose
No es necesario registrarse con Sproose para hacer búsquedas. De realizarse un voto por alguna página en particular, el voto se salvará temporalmente. Para poder guardar sus votos permanentemente, se requiere registrarse con un nombre y una contraseña.
Cuando un usuario se registra con Sproose, se crea una página personal para el usuario. Cada voto que realice el usuario será guardado en su página personal con una pequeña imagen y un enlace de la página.
Hay varias compañías que permiten interacción humana en sus búsquedas. Mahalo y Wikia permiten que el usuario les ayude a suplementar sus índices. El modelo de Sproose está basado mejorando los resultados de las búsquedas al permitirle a los usuarios que voten por sus páginas o resultados favoritos. 
Votos de usuario - Las búsquedas tienen la capacidad de recibir y mostrar comentarios y votos en sus resultados. Para proteger la privacidad, la personalización y el índice de audiencia de los resultados sin descargar aplicaciones y sin programas de tracking. Cada voto de los usuarios se guardan en una base de datos.
Privacidad - Cuando un usuario vota por una página web, la información es guardada en completo anonimato en una base de datos. Sproose no rastrea, guarda o acumula las direcciones o las visitas de un usuario. Esto es diferente a otros buscadores que utilizan “cookies” y acumulan dicha información para sus ecuaciones y algoritmos que alteran las búsquedas.

## Administración
La compañía Sproose fue fundada con la idea de que la contribución humana podría proveer nuevos medios de mejorar y refinar la manera en la que el ranking determina la posición de los resultados de una búsqueda. La interacción personal también sirve para encontrar con más facilidad enlaces que no funcionen correctamente o Spam, eliminándolos fácilmente de los resultados.
Bob Pack, Fundador y CEO - Tiene más de 20 años de experiencia en el campo de tecnología e Internet. En 1997 cofundó la compañía NetZero - NASDAQ (UNTD) como Vicepresidente de ventas.

Dentro de la compañía se encuentra la Sra. Carmen Perales, esposa de Bob Pack y ex reina de belleza y Miss Perú. 
Mariano Belaúnde es el director de Marketing Internacional, también Peruano y sobrino del expresidente del Perú, Fernando Belaúnde Terry. 
Sproose es una compañía de fondos privados.